# Emblema delle Maldive
L'Emblema delle Maldive rappresenta una palma da cocco, una mezzaluna e stella e due bandiere delle Maldive.

## Interpretazione
La palma da cocco rappresenta lo stile di vita della Nazione secondo la tradizione maldiviana, infatti gli abitanti credono che esso sia l'albero più benefico. La luna crescente e la stella, simboli unversali islamici,abbracciano la fede islamica dello Stato.

## Uso moderno
Lo stemma è una rappresentazione simbolica utilizzata anche dal Governo delle Maldive ed è utilizzata frequentemente in documenti ufficiali.

## Versioni antiche
La mezzaluna e stella situate al centro dell'Emblema erano inizialmente bianche e blu al momento della sua creazione negli anni 40, durante il regno di Muhammad Amin Doshimēna Kalēgefānu. Il colore è stato cambiato in luglio 1995, nel trentesimo anniversario della sua indipendenza.